# Mejri Henia
Pour les articles homonymes, voir Henia.
Mejri Henia, de son vrai nom Mezri Henia, né en 1927 à Sousse et décédé le 31 décembre 2011, est un footballeur et entraîneur tunisien.

## Biographie
Il s'installe très jeune à Hammam Lif avec sa famille et découvre le football avec son frère Habib, footballeur dont la carrière sportive est brisée par une blessure. Poursuivant ses études au Lycée Émile-Loubet (futur Lycée technique de Tunis), il s'impose au sein de l'équipe scolaire et attire l'attention des dirigeants du Club africain qui lui font signer une licence chez les cadets. Cependant, les dirigeants du Club sportif de Hammam Lif, fondé la même année et qui veulent construire la meilleure équipe du pays, l'enrôlent rapidement. Il connaît alors une carrière aux côtés d'Ali Zegouzi, Salvo Luccia, Hammouda Azzouna, Ali Ben Jeddou, Alphonse Cassar, etc.
Après l'indépendance, c'est l'Union sportive tunisienne qui l'attire. Il y joue jusqu'à l'âge de 39 ans avant de devenir entraîneur. Sa nouvelle fonction est moins réussie, si l'on excepte son passage à El Ahly Mateur qu'il hisse de la troisième à la deuxième division en 1974. 

## Parcours

### Clubs
- 1944-1945 : joueur au Club africain (catégorie cadets)
- 1945-1950 : joueur au Club sportif de Hammam Lif (divisions inférieures)
- 1950-1957 : joueur au Club sportif de Hammam Lif (division nationale), 54 buts marqués en championnat
- 1957-1958 : année d'inactivité (licence B)
- 1958-1965 : joueur à l'Union sportive tunisienne, 116 matchs et 32 buts
- 1965-1966 : joueur et directeur technique à l'Union sportive tunisienne en deuxième division, cinq buts
- 1966-1967 : entraîneur de l'Union sportive tunisienne
- 1967-1968 : entraîneur de l'Association Mégrine Sport
- 1973-1975 : entraîneur d'El Ahly Mateur
- 1975-1977 : entraîneur de l'Union sportive de Djebel Jelloud

### Équipe nationale
Henia dispute sept matchs avant l'indépendance. International de 1957 à 1960, il compte seize sélections et onze buts.

## Palmarès
- Championnat de Tunisie de football : 1950-1951, 1953-1954, 1954-1955, 1955-1956
  - Championnat de division 5 : 1946-1947
  - Championnat de division 4 : 1947-1948
  - Championnat de division 3 : 1948-1949
  - Championnat de division 2 : 1949-1950
- Coupe de Tunisie de football : 1946-1947, 1947-1948, 1948-1949, 1949-1950, 1950-1951, 1953-1954, 1954-1955
- Meilleur buteur avec Boubaker Haddad : 1950-1951 (19 buts)